# Armoriale dei comuni della provincia del Medio Campidano
Questa pagina contiene le armi (stemmi e blasonature) dei comuni della provincia del Medio Campidano.
| Stemma                      | Comune e blasonatura | Gonfalone e bandiera |
| --------------------------- | --- | -------------------- |
|                             | Arbus Trinciato: nel primo, d'oro, al piccone e alla vanga, di nero, decussati, attraversati dalla lampada esagonale da minatore, dello stesso, accesa di rosso, unita alla catena di dieci anelli, di nero, posta in palo, uscente dal lembo del capo; nel secondo, di azzurro, alla montagna rocciosa la naturale, evocante l'Arcuentu, sostenuta dal terreno di verde con profilo ondulato, uscente dal fianco destro ed esteso fino alla linea di partizione; il tutto alla campagna di azzurro, mareggiata di argento, caricata dalla barca, con lo scafo di legno al naturale e con due vele di argento. Ornamenti esteriori da comune D.P.R. del 2 settembre 1998 Gonfalone: Drappo partito di verde e di bianco, riccamente ornato di ricami d'argento e caricato dallo stemma con la iscrizione centrata in argento, recante la denominazione del Comune D.P.R. del 2 settembre 1998 |                      |
|                             | Barumini D.P.R. del 13 novembre 2002 Gonfalone: Drappo di giallo bordato di azzurro... D.P.R. del 13 novembre 2002 |                      |
|                             | Collinas D.P.R. del 2 gennaio 1993 |                      |
|                             | Furtei Troncato: il PRIMO, di rosso, alle tre spade d'argento, impugnate, con le punte all'ingiù, la spada in palo attraversante; il SECONDO, di cielo, al ponte di tre archi, d'oro, murato di nero, l'impalcato con le parti laterali in sbarra e in banda abbassate, esso ponte uscente dai fianchi e fondato sulla campagna di azzurro, fluttuosa di argento. Ornamenti esteriori da Comune Gonfalone: Drappo di bianco... D.P.R. del 22 giugno 2005 |                      |
|                             | Genuri Partito: il PRIMO, di azzurro, al nuraghe di argento, murato di nero, chiuso e finestrato dello stesso, fondato sulla campagna di verde; il SECONDO, di rosso, all'olivo di verde, fustato e sradicato al naturale, fruttato di nove, di nero; al capo d'oro caricato dal tralcio di vite al naturale, posto in fascia, fruttato di tre di porpora, ogni grappolo pampinoso di due, di verde. Sotto lo scudo, su lista bifida e svolazzante di azzurro, il motto, in lettere maiuscole di nero, PARVUS SED APTUS MIHI. Ornamenti esteriori da Comune D.P.R. 25 febbraio 2008 Gonfalone: Drappo di bianco con la bordatura di verde... |                      |
|                             | Gesturi Di azzurro, al cavallo rivoltato di nero, gaio e galoppante nella palude al naturale con sullo sfondo due alberi di sughero di verde, fustati al naturale, inclinati in sbarra, nodriti su terrazza erbosa di verde. Ornamenti esteriori da Comune Gonfalone: Drappo troncato di verde e di azzurro caricato dell'Arma sopra descritta ed ornato di ricchi fregi d'argento |                      |
|                             | Gonnosfanadiga Campo di cielo, alla montagna di azzurro, alludente al monte Linas, caricata a destra dalla casetta di argento, coperta di rosso, vista di tre quarti, con la facciata volta a sinistra, chiusa di nero, finestrata di due nel fianco, dello stesso, fondata sulla campagna di verde, essa campagna caricata nella parte alta dallo specchio d'acqua, d'azzurro, uscente dai lembi, a guisa di fascia; campagna, montagna, campo, attraversati dall'albero di verde, fustato al naturale, posto a sinistra, nodrito nell'angolo sinistro inferiore della campagna, la montagna sormontata dall'aquila di nero, caricata dallo scudetto ellittico, di rosso alla croce d'argento. Ornamenti esteriori da Comune Gonfalone: Drappo di bianco, riccamente ornato di ricamo d'argento e caricato dallo stemma sopra descritto con la iscrizione centrata in argento, recante la denominazione del Comune. Le parti di metallo ed i cordoni saranno argentati. L'asta verticale sarà ricoperta di velluto bianco, con bullette argentate poste a spirale. Nella freccia sarà rappresentato lo stemma del Comune e sul gambo inciso il nome. Cravatta con nastri ricolorati dai colori nazionali frangiati d'argento |                      |
|                             | Guspini Gonfalone: Drappo trinciato di bianco e di rosso... |                      |
|                             | Las Plassas Di azzurro, al castello di argento, munito di una sola torre posta a sinistra, murato di nero, merlato alla guelfa, il fastigio di sedici, la torre di quattro, il castello finestrato di cinque, di nero, quattro in fascia nel corpo del castello, una nella torre, sormontato dall'albero arborense, sradicato, con la parte legnosa al naturale, munito di sette ramoscelli, tre per parte in banda e in sbarra, uno in palo sulla punta, fogliato di sessantacinque, di verde, undici foglie ciascuno nei quattro ramoscelli inferiori, sette foglie ciascuno nei due ramoscelli superiori, sette foglie nel ramoscello in palo, il castello fondato sulla collina di verde, fondata in punta. Ornamenti esteriori da Comune Gonfalone: drappo di bianco… D.P.R. del 18 aprile 2006 |                      |
|                             | Lunamatrona |                      |
| Altra versione dello stemma | Pabillonis |                      |
|                             | Pauli Arbarei Troncato: nel PRIMO, d'azzurro, ai tre fenicotteri d'argento, uno accanto all'altro, con le zampe attraversanti la campagna paludosa di verde, con erbe palustri attraversanti sull'azzurro, in atto di pescare nella campagna stessa; nel SECONDO, di rosso, alle tre pecore d'oro, una accanto all'altra, pascolanti nella campagna di verde, con la testa e le zampe attraversanti. Ornamenti esteriori da Comune DPR 9 gennaio 2001 Gonfalone: Drappo troncato di rosso e d'azzurro, riccamente ornato di ricami d'argento e caricato dello stemma sopra descritto con la iscrizione centrata in argento, recante la denominazione del Comune. Le parti di metallo ed i cordoni saranno argentati. L'asta verticale sarà ricoperta di velluto dei colori del drappo, alternati, con bullette argentate poste a spirale. Nella freccia sarà rappresentato lo stemma del Comune e sul gambo inciso il nome. Cravatta con nastri ricolorati dai colori nazionali frangiati d'argento DPR 9 gennaio 2001 |                      |
|                             | Samassi D'azzurro, alla chiesa di San Gemiliano, d'argento, murata di nero, fondata in punta, caricato dalle nove spighe di grano d'oro, legate d'azzurro, impugnate Gonfalone: Drappo di bianco... |                      |
|                             | San Gavino Monreale Campo argento. – In posizione sovrastante il Santo (viso, braccia e gamba di carnagione; corazza azzurra e breve tunica rossa) a cavallo (nero e marrone scuro) con bandiera dorata granata ad asta dorata. – In posizione sottostante il castello (rosso, mattonato, chiuso, finestrato di nero) su collina (verde) chiusa da tre fiori di zafferano al naturale Gonfalone: drappo partito di bianco e di rosso… |                      |
|                             | Sanluri D'argento, al castello di rosso, posto di profilo, torricellato di quattro pezzi, merlati alla guelfa, aperto e finestrato di nero, caricato di una mazza ferrata e di un giavellotto posti in decusse e di una lancia in palo passante nel punto d'incrocio degli altri due, il tutto d'argento Decreto del 30 settembre 1955 Gonfalone: Drappo partito di bianco e di rosso, riccamente ornato di ricami d'argento e caricato dello stemma comunale. Le parti di metallo ed i cordoni saranno argentati; l'asta verticale sarà ricoperta di velluto dei colori del drappo, alternati, con bullette argentate poste a spirale. Cravatta e nastri tricolorati dei colori nazionali frangiati d'argento |                      |
|                             | Sardara D.P.R. del 7 agosto 1990 Gonfalone: drappo partito di bianco e di rosso… |                      |
|                             | Segariu Gonfalone: drappo partito di azzurro e di bianco… |                      |
|                             | Serramanna Partito semitroncato: nel primo di azzurro, al campanile della chiesa di San Leonardo in Serramanna, ottagonale, di oro, tre lati visibili, finestrato di sette, di nero, tre finestre tonde in alto, tre finestre con arco a tutto sesto a mezza altezza, una finestra con arco a tutto sesto, in basso, esso campanile cimato dalla piccola croce di nero e fondato sulla pianura di verde; nel secondo, d'argento a due pali di nero; nel terzo, di rosso, alle due teste di moro, affrontate, di nero, bendate di argento. Ornamenti esteriori da fronda di alloro di verde con le drupe (bacche) d'oro e fronda di quercia di verde con le ghiande d'oro |                      |
|                             | Serrenti Monti Mannu, campo di grano con spighe ed arco, rami di ulivo intrecciati sotto gli elementi suddetti |                      |
|                             | Setzu Gonfalone: Drappo di giallo bordato di azzurro... |                      |
|                             | Siddi D'azzurro, alla divinità Sid, rappresentata dal giovane di carnagione, munito di gonnellino di cuoio al naturale, capelluto d'oro, la testa raggiante dello stesso, alla guida del cocchio d'oro, trainato da quattro cavalli di argento, galoppanti, soffianti fiamme di rosso, muniti di briglie, di finimenti d'oro; al capo di rosso, caricato dalla lettera maiuscolas S d'oro. Ornamenti esteriori da Comune Dpr 25 ottobre 1999 Gonfalone: Drappo di bianco con la bordatura di azzurro, riccamente ornato di ricami d'argento e caricato dallo stemma sopra descritto con la iscrizione centrata in argento, recante la denominazione del Comune. Le parti di metallo ed i cordoni saranno argentati. L'asta verticale sarà ricoperta,di velluto del colori del drappo, alternati, con bullette argentate poste a spirale. Nella freccia sarà rappresentato lo stemma del Comune e sul.gambo inciso il nome. Cravatta con nastri tricolorati dai colori nazionali frangiati di argento |                      |
|                             | Tuili Partito: il PRIMO, troncato dalla fascia diminuita di azzurro, a), di rosso, al ramoscello di olivo, posto in banda, fogliato di undici, di verde, fruttato di cinque, di nero; b),di verde, alle nove spighe di grano, impugnate, d'oro, legate di rosso; il SECONDO, d'oro, al cavallo spaventato, di nero, allumato di rosso. Ornamenti esteriori da Comune Gonfalone: Drappo di giallo bordato di verde... |                      |
|                             | Turri Partito semitroncato: il PRIMO, di azzurro, alla torre di due palchi, d'argento, murata di nero, merlata alla ghibellina, il palco superiore di sei, quello inferiore di nove, essa torre finestrata nel palco superiore di nero, chiusa dello stesso, fondata sulla pianura di verde; il SECONDO, di verde, ai quattro fiori di zafferano, posti due e due, di argento; il TERZO, di rosso, alle tre spighe di grano, d'oro, impugnate, legate di verde. Ornamenti esteriori da Comune Gonfalone: Drappo di bianco... |                      |
|                             | Ussaramanna |                      |
|                             | Villacidro Semitroncato partito: il primo d'azzurro alle rocce al naturale cimate di verde, caricate al centro da una cascatella d'argento striata d'azzurro; il secondo di rosso al capriolo d'argento corrente e attraversante il fusto di un pino al naturale nodrito su campagna di verde; il terzo d'argento all'albero di agrumi sradicato, fruttato di rosso e di giallo (7,7). Ornamenti esteriori da Comune D.P.C.M. del 15 maggio 1963, Registrato alla Corte dei Conti l'11 giugno 1963, Reg. n° 3, Pres.za fog. n° 230 Gonfalone: drappo bianco riccamente ornato di ricami d'argento e caricato dello stemma sopra descritto con la iscrizione centrata in argento: Comune di Villacidro. Le parti di metallo e i cordoni saranno argentati. L'asta verticale sarà ricoperta di velluto bianco con bullette argentate poste a spirale. Nella freccia sarà rappresentato lo stemma del Comune e sul gambo inciso il nome. Cravatta e nastri tricolorati dai colori nazionali frangiati d'argento |                      |
|                             | Villamar Chiesa di San Pietro, flumini mannu e pianta d'ulivo con sopra una corona e sotto un serto di alloro Gonfalone: Drappo partito di bianco e di verde... |                      |
|                             | Villanovaforru Semipartito troncato: il PRIMO, di verde, alle tre spighe di grano, impugnate, d'oro, legate di rosso; il SECONDO, di rosso, al vaso piriforme nuragico, d'oro, doppiamente ansato, riccamente rabescato, dello stesso; il TERZO, di azzurro, alla chiesa di Santa Marina, formata dall'edificio sacro, d'oro, chiuso di nero, e dal portico di tre archi, antistante, più largo, d'oro, gli archi laterali per metà aperti del campo, essa chiesa sostenuta dalla campagna di verde. Ornamenti esteriori da Comune Gonfalone: Drappo di giallo... |                      |
|                             | Villanovafranca |                      |